# 拉伊 (纽约州)
拉伊是美国纽约州威斯特彻斯特县的一座城市， 它从拉伊镇分出，拉伊镇面积比城市大。拉伊市，以前是黑麦村，一直是该镇的一部分，直到1942年才被列为城市。2010年人口普查的人口为15,720人。拉伊是纽约州最年轻的城市。 自1942年以来纽约州的任何地方都没有其他城市被许可。
两个美国国家历史名胜位于拉伊市：波士顿邮政道路历史区在1993年被美国国家公园管理局指定为国家历史名胜; 其中心是Jay Estate，美国开国元勋以及第一任美国首席大法官约翰·杰伊的童年家园。